# کاخ مونته‌چیتوریو
کاخ مونته‌چیتوریو (به ایتالیایی: Palazzo Montecitorio) کاخی در شهر رم و ساختمان مجلس نمایندگان ایتالیا است. این کاخ توسط جیان لورنزو برنینی برای کاردینال لودوویکو لودوویسی طراحی شد اما با مرگ گرگوری پانزدهم در ۱۶۲۳ میلادی ساخت آن متوقف گشت. تا اینکه توسط کارلو فونتانا تکمیل گردید. در سال ۱۷۸۹ ابلیسکی توسط پیوس ششم در مقابل آن نصب گردید.

## نگارخانه

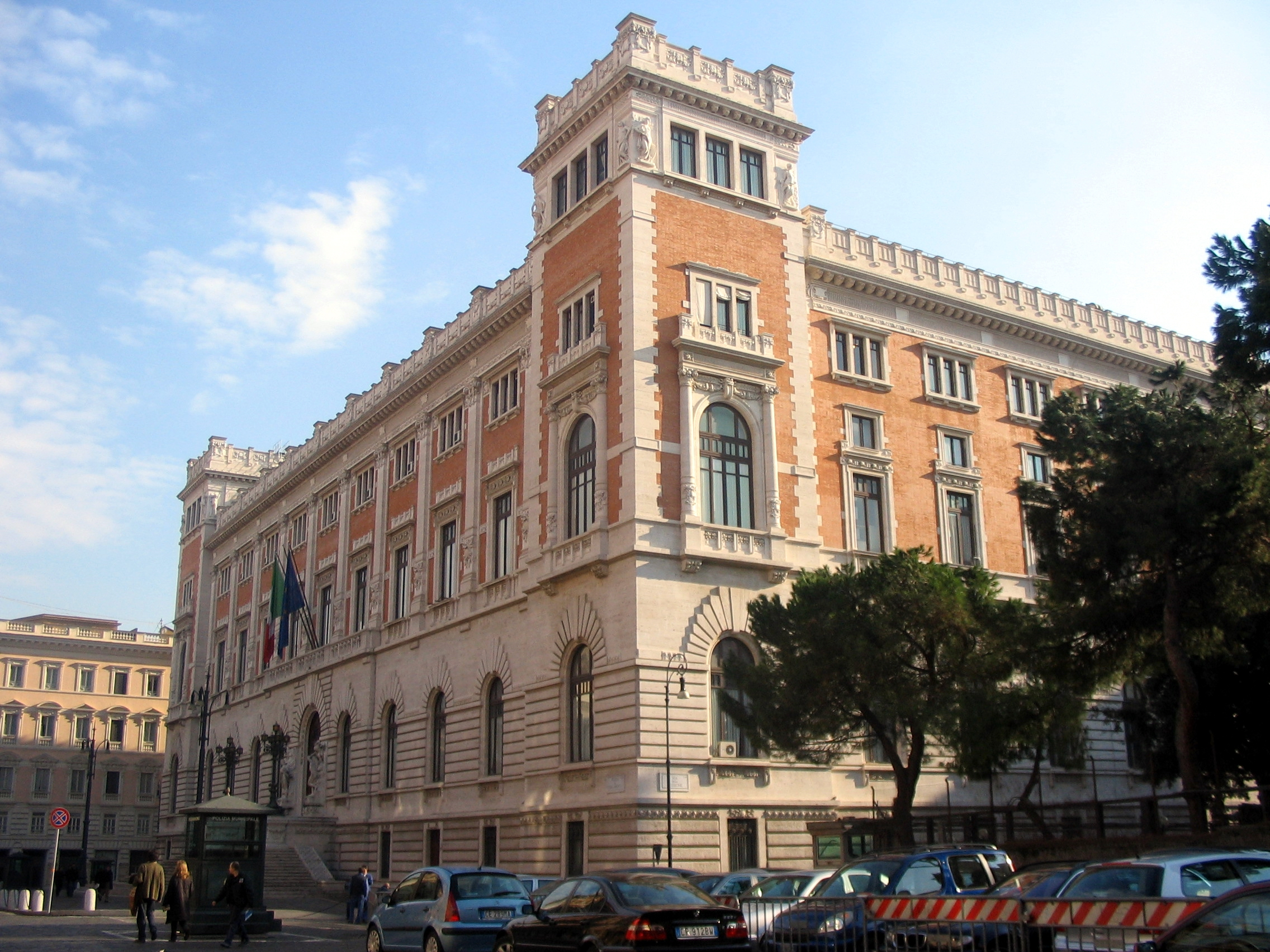
نمای پشت کاخ
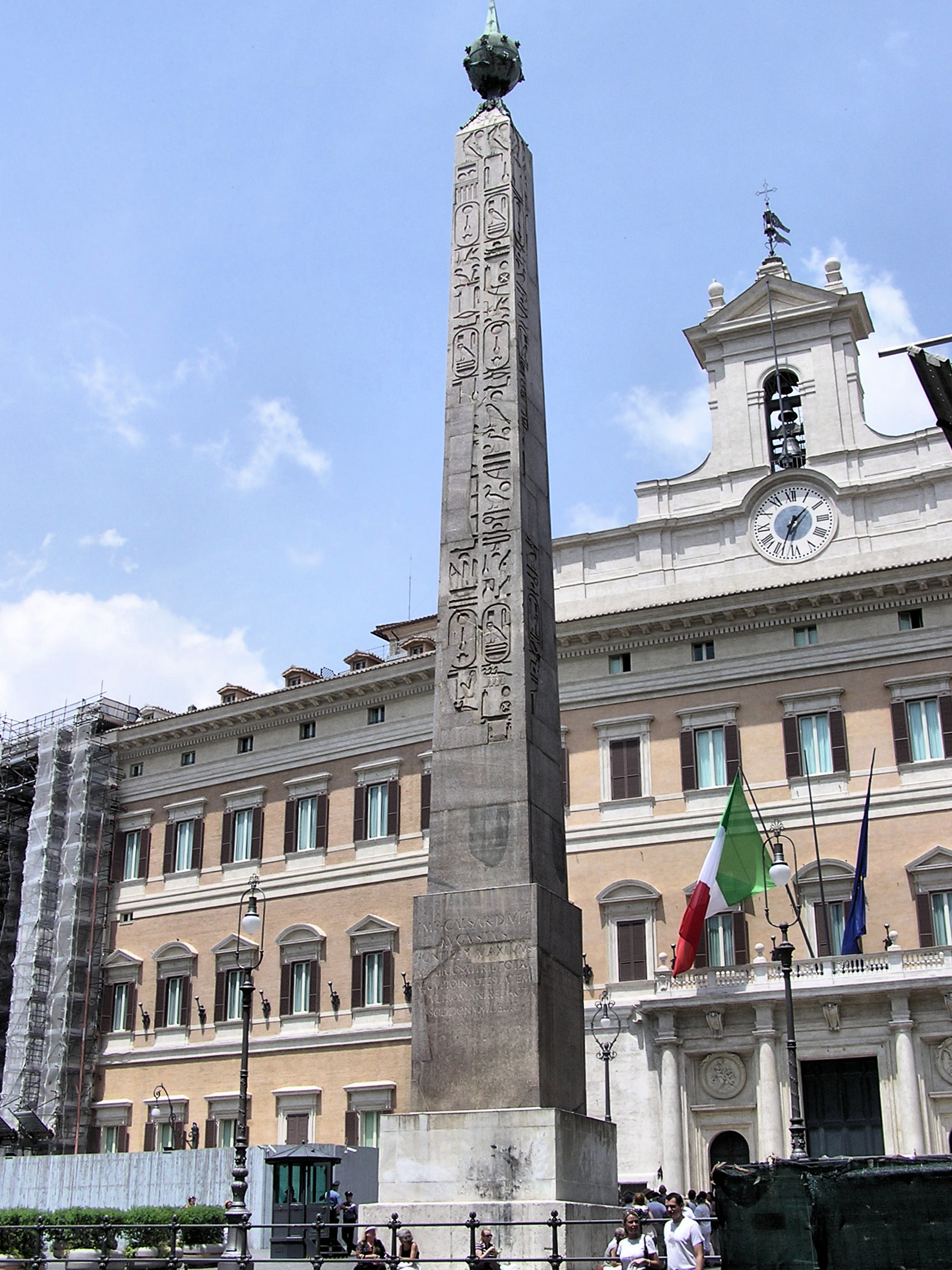
ابلیسک نصب شده در مقابل کاخ
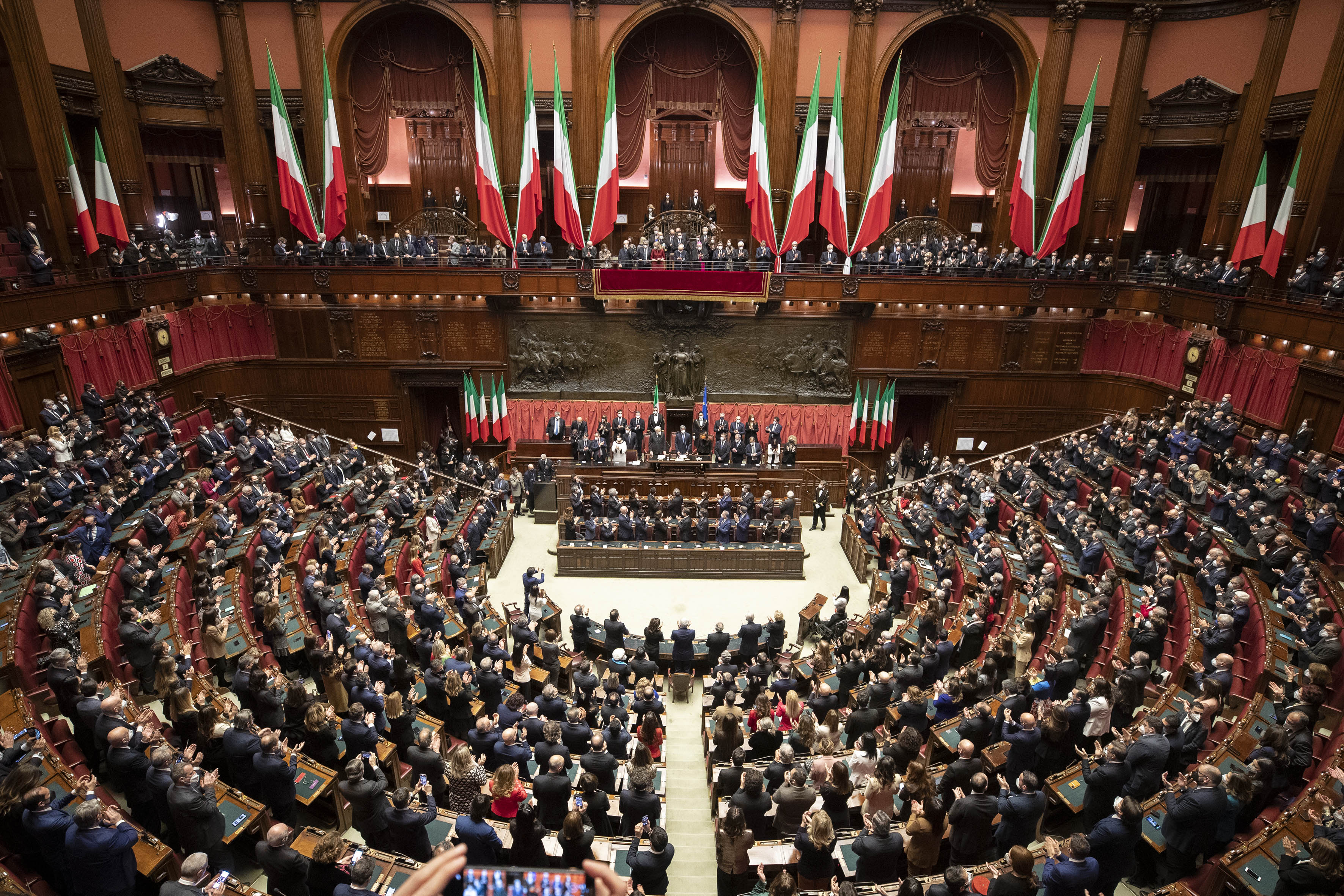
مجلس نمایندگان در کاخ مونته‌چیتوریو
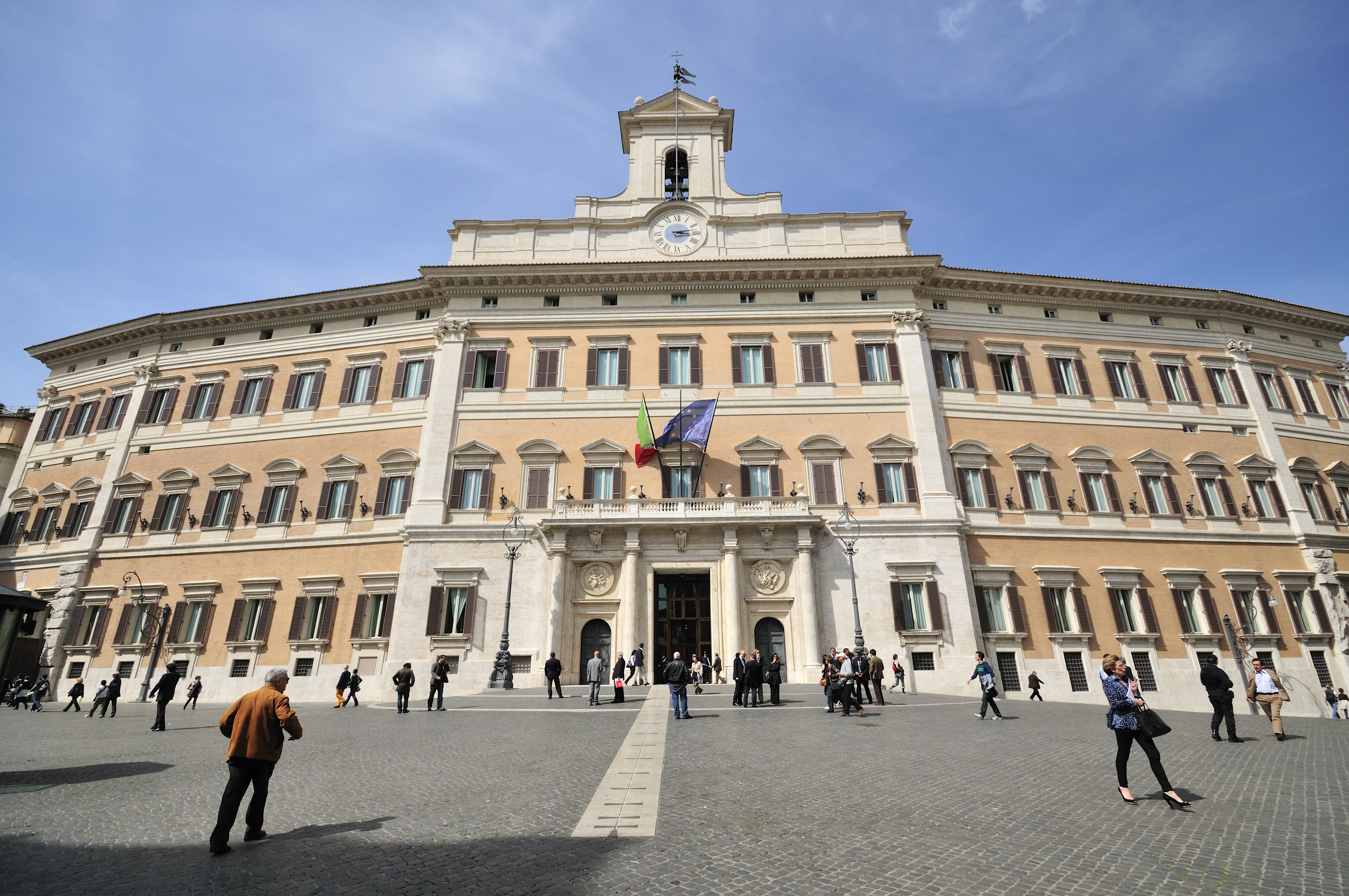
نمای جلوی کاخ